# Török Állami Színházak

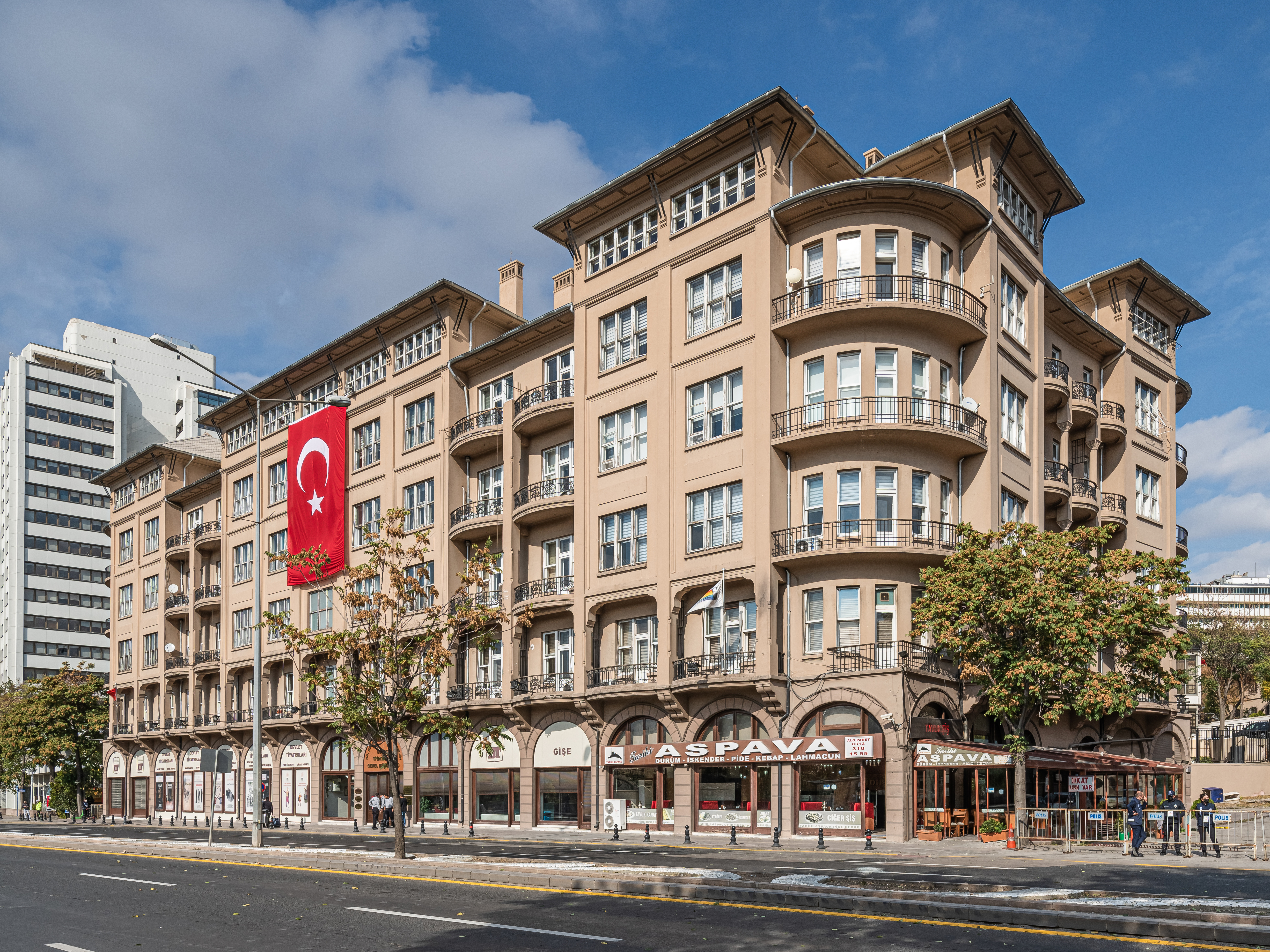
A Török Állami Színházak igazgatósága Ankarában. Az épületben található a Küçük Tiyatro és a Oda Tiyatrosu színház is.

A Török Állami Színházak (Devlet Tiyatroları; DT) Törökország nemzeti színtársulatainak hivatalos igazgatósága. A Kulturális és Turisztikai Minisztériumhoz tartozik, és az állam tartja fenn, hogy népszerűsítse az előadóművészeteket és érdeklődést keltsen irántuk az emberek körében. 2007-es adat szerint a szervezetnek körülbelül 2200 alkalmazottja volt, köztük több mint 700 színész és ugyanennyi színpadi technikus.

## Színházak
A szervezet több mint 52 színházteremmel rendelkezik 19 különböző városban (Ankara, Isztambul, İzmir, Bursa, Adana, Antalya, Trabzon, Konya, Sivas, Diyarbakır, Van, Erzurum, Gaziantep, Malatya, Elazığ, Samsun, Çorum, Zonguldak és Kahramanmaraş). Évadonként körülbelül 120 produkciót adnak elő kb. 1,5 millió néző előtt, és vendégfellépéseket is szerveznek országszerte.

## Külső hivatkozások
- Hivatalos weboldal Archiválva 2013. február 18-i dátummal a Wayback Machine-ben
- A török színházak rövid története a kulturális minisztérium honlapján[halott link]